# Учма
Учма  — село Охотинского сельского поселения Мышкинского района Ярославской области.

## География
Село расположено на правом, низком и равнинном берегу Волги (Рыбинское водохранилище), на расстояниях около 1 км вверх по течению от Учмы стоят деревни Нижние Плостки, Ивцино и Верхние Плостки, самая южная и самая верхняя по  деревня Охотинского сельского поселения. Вокруг этих четырёх компактно расположенных населённых пунктов по берегу Волги — низкое, местами заболоченное поле, окружённое заболоченными лесами, пересекаемыми мелиоративными канавами и ручьями, спрямлёнными мелиоративными работами. Один из этих ручьёв впадает в Волгу в центре села. Речка Учемка впадает в Волгу на расстоянии 500 метров к северо-востоку от села Учма. На расстоянии около 1 км к востоку, по лесу, проходит федеральная автомобильная трасса Р104.

## Население
| 1859 | 1914 | 2007 | 2010 |
| ---- | ---- | ---- | ---- |
| 139  | ↗232 | ↘33  | ↘30  |

На 1 января 2007 года в селе Учма числилось 33 постоянных жителя . Село обслуживает почтовое отделение, находящееся в селе Охотино .

## Достопримечательности
Напротив Учмы в русле Волги имеется длинная полузатопленная коса. На этой косе находился Кассианов Учемский монастырь, взорванный при затоплении Рыбинского водохранилища. На месте уничтоженных храмов в 1993 году местный житель Василий Смирнов построил памятную часовню и поклонный крест. 
С 1994 года в селе действует храм во имя Святой Анастасии Узорешительницы и Преподобного Кассиана Угличского. Церковь действующая. Является подворьем Угличского Воскресенского мужского монастыря. Неподалёку от этой церкви располагается Учемский музей судьбы русской деревни . «Учемский музейный комплекс», созданный супружеской парой Василия Смирнова и Елены Наумовой, в 2021 году получил специальную отметку жюри премии «Европейский музей года», которая присуждается ежегодно под эгидой Совета Европы и считается самой престижной европейской музейной наградой. Учемский музей отмечен за то, что он «вызывает эмпатию, рефлексию и чувство причастности к большому миру».